# Nathalie Krebs - Saxbo stentøj
Nathalie Krebs - Saxbo stentøj er en 12 minutter lang film instrueret af Gunnar Sneum, der også har skrevet filmens manuskript.

## Handling
Kunsthåndværkeren Nathalie Krebs' arbejde med Saxbo-stentøjets glasurer. Filmen er optaget i de sidste måneder før værkstedet i Herlev lukkede for stedse i foråret 1968.